# المقاطعات البحرية في كندا
المقاطعات البحرية الكندية أو الماريتيم الكندي هي منطقة في شرق كندا تتألف من ثلاث مقاطعات عي نيو برونزويك ونوفا سكوشيا وجزيرة الأمير إدوارد على ساحل المحيط الأطلسي. والماريتيم هي إقليم فرعي ضمن ما يسمى كندا الأطلسية والتي تضم أيضا جزيرة نيوفاوندلاند. بلغ عدد سكان المقاطعات البحرية 1813102 في عام 2011.

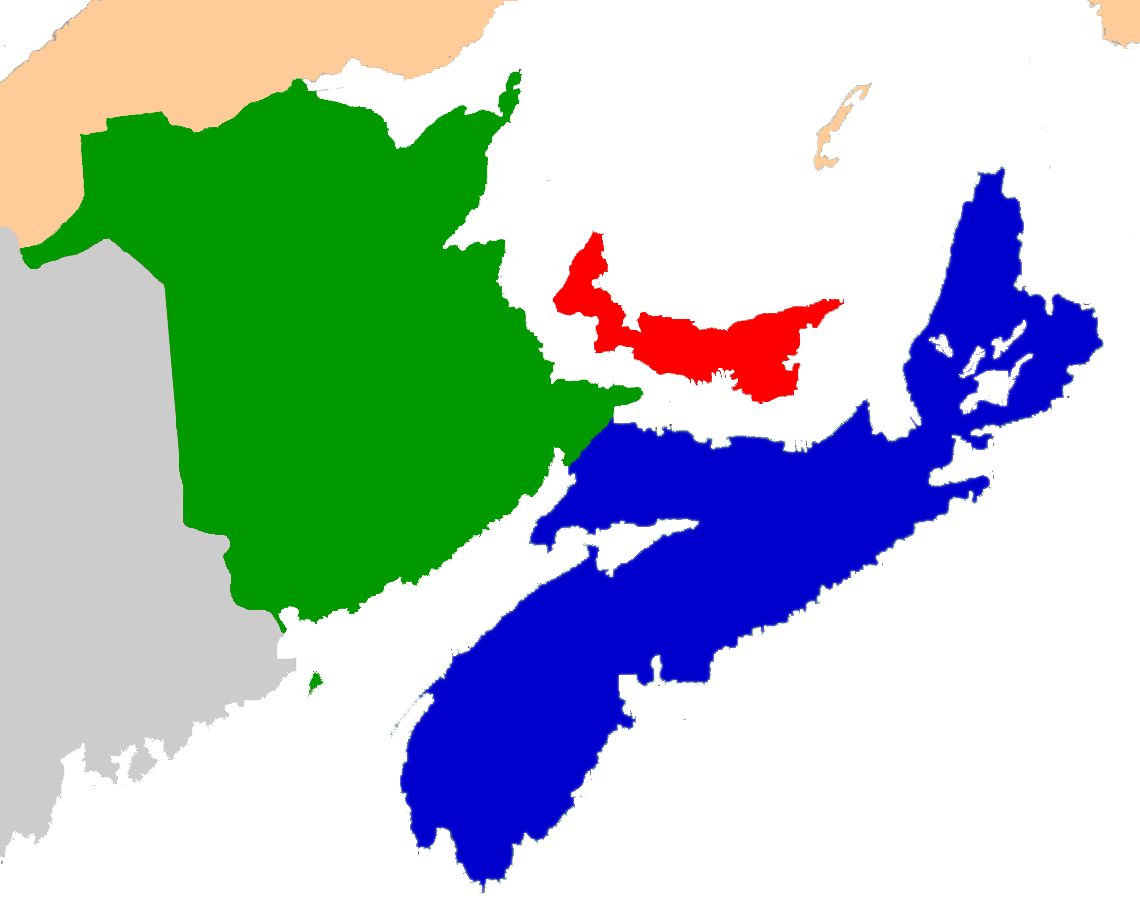
الماريتيم الكندي:نيو برونزويك (بالأخضر) ونوفا سكوشيا (بالأزرق) وجزيرة الأمير إدوارد (بالأحمر)